# Xã Floyd, Quận Warren, Illinois
Xã Floyd (tiếng Anh: Floyd Township) là một xã thuộc quận Warren, tiểu bang Illinois, Hoa Kỳ. Năm 2010, dân số của xã này là 472 người.